# Gmina Hyżne
Die Gmina Hyżne ist eine Landgemeinde im Powiat Rzeszowski der Woiwodschaft Karpatenvorland in Polen. Ihr Sitz ist das gleichnamige Dorf.

## Geographie
Die Gemeinde liegt 15 km südöstlich von Rzeszów und fünf km nördlich von Dynów. Sie hat eine Flächenausdehnung von 51 km², von der 69 Prozent land- und 23 Prozent forstwirtschaftlich genutzt werden.

## Geschichte
Von 1975 bis 1998 gehörte die Landgemeinde zur Woiwodschaft Rzeszów.

## Gliederung
Zu der Gemeinde gehören folgende Dörfer mit Schulzenämtern (sołectwa):
Brzezówka, Dylągówka, Grzegorzówka, Hyżne, Nieborów, Szklary, Wólka Hyżneńska.